# Jeung Jing
Jeung Jing is een bestuurslaag in het regentschap Tangerang van de provincie Banten, Indonesië. Jeung Jing telt 10.195 inwoners (volkstelling 2010).